# Mali Selmenci
Mali Selmenci (ukrajinsky Малі Селменці, maďarsky Kisszelmenc, česky Malé Slemence) jsou částí obce Palaď-Komarivci, v surtské venkovské komunitě, v okrese Užhorod, v Zakarpatské oblasti Ukrajiny. V roce 2001 zde žilo 200 obyvatel. Převážná část obyvatel je maďarské národnosti. V obci je silniční hraniční přechod pro pěší a cyklisty na Slovensko a tím i do Evropské unie. Přechod mohou využívat občané Ukrajiny a Evropského hospodářského prostoru. Na obou stranách hranice jsou vyřezávané Sikulské brány a tabule s názvem obce ve staromaďarském písmu rovas.

## Historie
Během první československé republiky byly tehdejší Malé Slemence součástí Slovenska. V roce 1938 byly připojeny k Maďarsku. Do roku 1946 byly Slemence jednou obcí, která patřila do tehdejšího okresu Veľké Kapušany na Slovensku, v roce 1946 byly Slemence rozděleny mezi SSSR a Československo, větší část Slemenců, zvaná Veľké Slemence, zůstala na Slovensku.